# Piège à NOx
Le piège à NOx (Lean NOx Trap en anglais, abrégé en LNT), est un système d'élimination des oxydes d'azote dans les échappements de moteurs à explosion pauvres (moteurs diesel). L'utilisation de cette méthode de dépollution a été au cœur du scandale Volkswagen.

## Contexte
Les oxydes d’azote sont constitués de deux molécules : le monoxyde d’azote NO et le dioxyde d’azote NO2. L’élimination de ces deux molécules nécessite de les réduire sous forme de diazote N2. Les pots catalytiques utilisés sur l’ensemble des véhicules permettent de faire cette réaction de réduction. Cependant, dans le cas des moteurs diesel, la combustion se fait avec un excès de dioxygène, il en reste donc dans les gaz d’échappement ce qui les rend oxydants. Il est donc impossible de faire une réaction de réduction avec un bon rendement dans ces conditions (cette réaction est possible dans le cas des moteurs essence car ils fonctionnent avec un mélange stœchiométrique, sans excès de dioxygène).
On a donc développé des méthodes alternatives pour réduire les oxydes d’azote dans le cas des moteurs diesel. La recirculation des gaz d’échappement (méthode EGR : exhaust gas recirculation) permet d’obtenir une réduction substantielle des NOx, mais elle a de nombreux inconvénients : augmentation de la formation des suies, encrassement des moteurs, rendement de dénitrification limité, etc. Les constructeurs ont développé à partir des années 2000 des moyens d’élimination complémentaires pour pouvoir respecter les normes de pollution les plus récentes (Euro 6 par exemple).

## Principe de fonctionnement
Le système fonctionne en deux phases :
- pendant la plus grande partie du temps, le système fonctionne comme un piège en stockant les NOx sous forme chimique.
- Lorsque le piège est plein, une phase de régénération du piège permet d’éliminer les NOx.

### Stockage des NOx
Les NOx ont la possibilité de se transformer en nitrates (NO3−), cet anion peut s’associer facilement avec des cations basiques comme les métaux alcalins ou les alcalino-terreux. Le stockage se déroule en deux étapes :

#### Oxydation du NO en NO2
NO + 0,5 O2 → NO2
cette réaction est plus favorable thermodynamiquement à basse température, mais la vitesse de réaction est fortement réduite si la température est inférieure à 250°C. L’utilisation d’un catalyseur comme le platine permet d’accélérer la réaction à basse température.

#### Réaction du NO2avec un oxyde alcalin ou alcalino-terreux
L’oxyde le plus utilisé est BaO, oxyde de baryum. La réaction globale de formation du nitrate de baryum est :
BaO + 2 NO2 + 0,5 O2 → Ba(NO3)2

### Réduction des NOx
La capacité de stockage d’un piège à NOx pour une automobile est de l’ordre de la minute, il faut donc régénérer le piège à intervalles réguliers. Les NOx sont stockés sous forme de nitrates qui sont stables en présence de O2, on va donc les déstabiliser en modifiant la composition de l'échappement pour ne plus avoir cet excès de dioxygène. Cela peut être réalisé de deux façon:
- en modifiant le rapport carburant / air à l'entrée du moteur pour obtenir un mélange riche. C'est une méthode simple car elle ne nécessite pas d'installer des appareillages supplémentaires, mais elle oblige à modifier de nombreux paramètres de fonctionnement du moteur pendant quelques secondes.
- en injectant un peu de carburant dans juste après le moteur dans l'échappement, ce combustible consomme le dioxygène ce qui permet de rendre le milieu réducteur.

Dans ces conditions, les nitrates sont transformés en diazote et l'oxyde de baryum est régénéré. Cette étape dure quelques secondes. Comme pour l'oxydation du NO en NO2, la présence d'un catalyseur à base de métal noble permet d'améliorer la cinétique de réaction. La formulation standard du solide utilisé dans un piège à NOx est un mélange BaO - Pt déposé sur un support en alumine.

## Application à l'automobile
Le développement de ce type de catalyseurs a démarré à partir de 1995 au Japon par des chercheurs de la société Toyota . Dans la pratique, l'efficacité est limitée par la vitesse de réaction à basse température. De plus on observe une dégradation du catalyseur:
- par dégradation thermique qui conduit par exemple à une diminution de la dispersion du platine sur le support en alumine,
- par empoisonnement par le soufre qui conduit à la formation de sulfate de baryum durant la phase de stockage, et de sulfure de platine pendant la phase de régénération[4].

L'avantage important du piège à NOX est qu'il est moins cher et plus facile à mettre en œuvre dans un véhicule léger que d'autres méthodes comme la SCR. C'est donc la méthode qui s'est imposée chez un grand nombre de constructeurs. Par exemple, la plupart des moteurs de l’alliance Renault-Nissan utilisent aujourd'hui le piège à NOx - même s'il est moins efficace - plutôt que la SCR sur leurs moteurs diesel respectant la norme Euro 6b. Cependant, une étude réalisée par l'IFP_Énergies_nouvelles montre que l'utilisation de cette technologie engendre une émission accrue de gaz à effet de serre . Selon cette étude, les véhicules équipés de ce système émettraient respectivement 3,6 fois et 22,6 fois plus de {\displaystyle N_{2}O} et {\displaystyle CH_{4}} que les véhicules diesels équipés de SCR.
En 2015, une étude conjointe de l'ADAC et de l'ICCT a montré qu'un grand nombre de véhicules diesel émettaient des quantités de NOx jusqu'à 10 fois supérieures aux valeurs réglementaires. L'enquête qui a suivi a montré que les constructeurs optimisaient le fonctionnement de leurs moteurs lors des tests, par exemple en modifiant le taux de recirculation EGR, pour réduire les émissions de NOx. Volkswagen a été le premier constructeur mis en cause (article détaillé: affaire Volkswagen), mais les enquêtes qui ont suivi ont montré que de nombreux autres constructeurs utilisaient des méthodes d'optimisation spécifiques pour les tests.